# Виллабон
Виллабо́н (фр. Villabon) — коммуна во Франции, находится в регионе Центр. Департамент — Шер. Входит в состав кантона Божи. Округ коммуны — Бурж.
Код INSEE коммуны — 18282.

## География
Коммуна расположена приблизительно в 200 км к югу от Парижа, в 110 км юго-восточнее Орлеана, в 22 км к востоку от Буржа.
По территории коммуны протекает небольшая река Виллабон.

## Население
Население коммуны на 2008 год составляло 554 человека.
| 1962 | 1968 | 1975 | 1982 | 1990 | 1999 | 2008 |
| ---- | ---- | ---- | ---- | ---- | ---- | ---- |
| 435  | 480  | 405  | 462  | 521  | 463  | 554  |

## Экономика

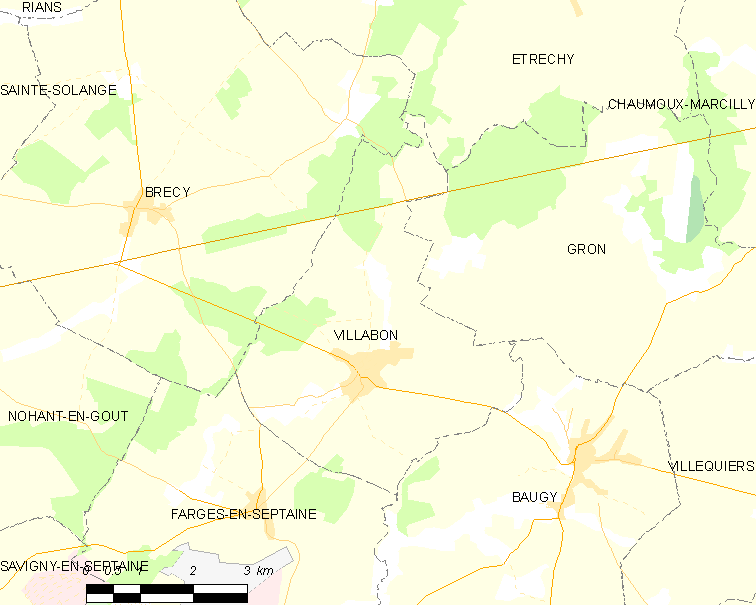
Карта коммуны

В 2007 году среди 331 человека в трудоспособном возрасте (15-64 лет) 254 были экономически активными, 77 — неактивными (показатель активности — 76,7 %, в 1999 году было 70,6 %). Из 254 активных работали 227 человек (126 мужчин и 101 женщина), безработных было 27 (9 мужчин и 18 женщин). Среди 77 неактивных 23 человека были учениками или студентами, 31 — пенсионерами, 23 были неактивными по другим причинам.

## Достопримечательности
- Замок Савуа (XV—XVI века). Исторический памятник с 1997 года[3]
- Церковь XIX века
- Водяная мельница